# Plaza de la Constitución (Montevideo)

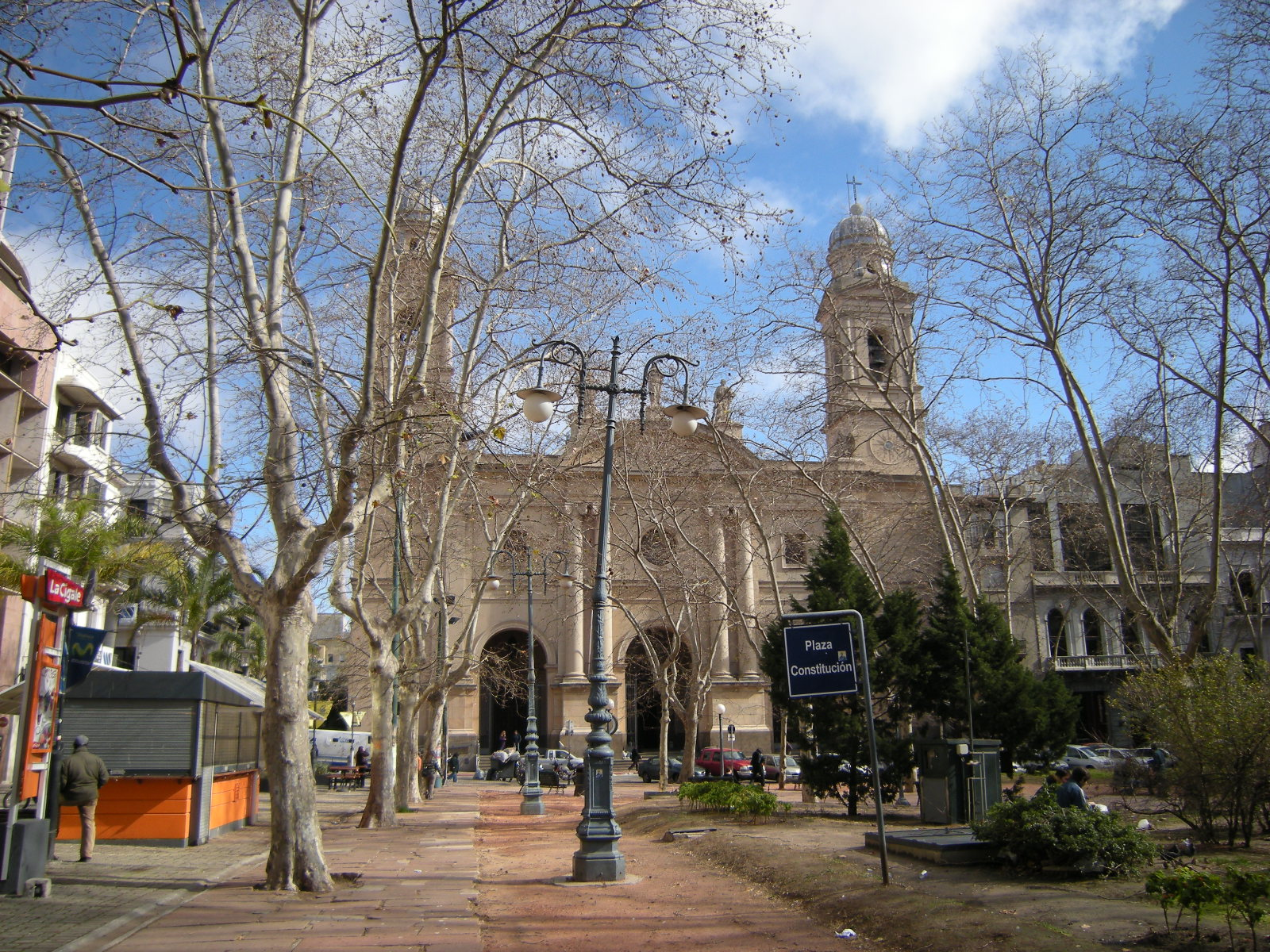
Plaza de la Constitución

Die Plaza de la Constitución, auch bekannt als Plaza Matriz, ist ein Platz in der uruguayischen Hauptstadt Montevideo.
Er liegt im Barrio Ciudad Vieja. An der Plaza de la Constitución führt südlich die wichtigste Straße des Viertels, die Fußgängerzone der Calle Sarandí vorbei. In den frühen Jahren der Geschichte der damals noch befestigten Stadt San Felipe y Santiago de Montevideo befand sich dort seit 1726 am zu jener Zeit topographisch höchsten Punkt Montevideos der zentrale, den Namen Plaza Mayor tragende Platz der Stadt. Pedro Millán zeichnete für dessen Errichtung verantwortlich. Die Bezeichnung und auch die Bedeutung des Platzes änderte sich im Fortgang der weiteren geschichtlichen Entwicklung, in der Montevideo über das Gebiet der Ciudad Vieja hinaus zu wachsen begann. Die Plaza de la Constitución war Schauplatz eines zentralen Ereignisses der Geschichte des Staates Uruguay. Hier fand am 18. Juli 1830, dem Tag der Verabschiedung der ersten Verfassung im Rahmen der Unabhängigkeit Uruguays, der sogenannte Jura de la Constitución (Verfassungsschwur) statt. Die Gestaltung des Platzes und die ersten Anpflanzungen erfolgte 1855 durch José Pedro Margat. Die Plaza de la Constitución, in deren Mitte sich ein am 18. Juli 1871 eingeweihter, vom Italiener Juan Ferrari (1836–1918) erschaffener Brunnen befindet, wird an der Nordseite durch die parallel zur Sarandí verlaufende Calle Rincón und im Westen bzw. Osten durch die Straßen Calle Ituzaingó bzw. Calle Juan Carlos Gómez eingefasst. An der Westseite erhebt sich die 1790 erbaute Iglesia Matriz, die Kathedrale von Montevideo. Daneben findet sich das Museo Gurvich. Auf der gegenüberliegenden Ostseite liegt mit dem Cabildo, das aus der Kolonialzeit stammende, 1804 errichtete ehemalige Rathaus Montevideos, mit dem Museo y Archivo Histórico Municipal an. Seit 1975 ist der Platz als Monumento Histórico Nacional klassifiziert.

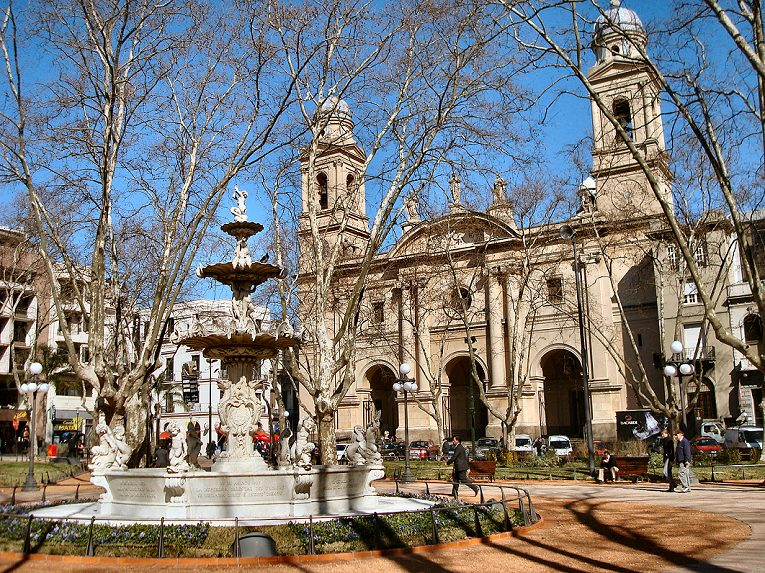
Blick über die Plaza Matriz zur Kathedrale
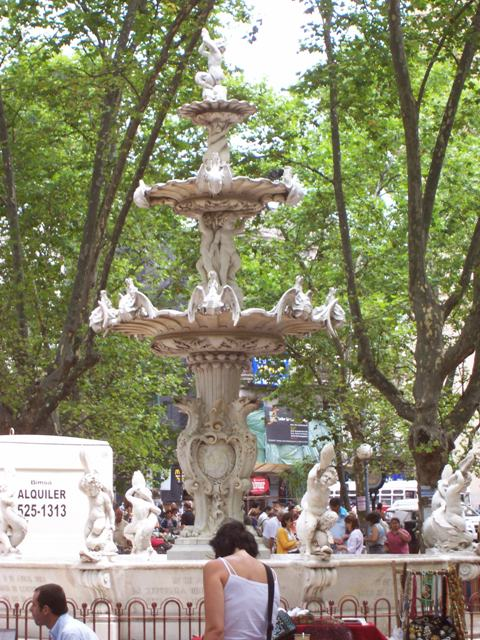
Brunnen auf der Plaza Matriz
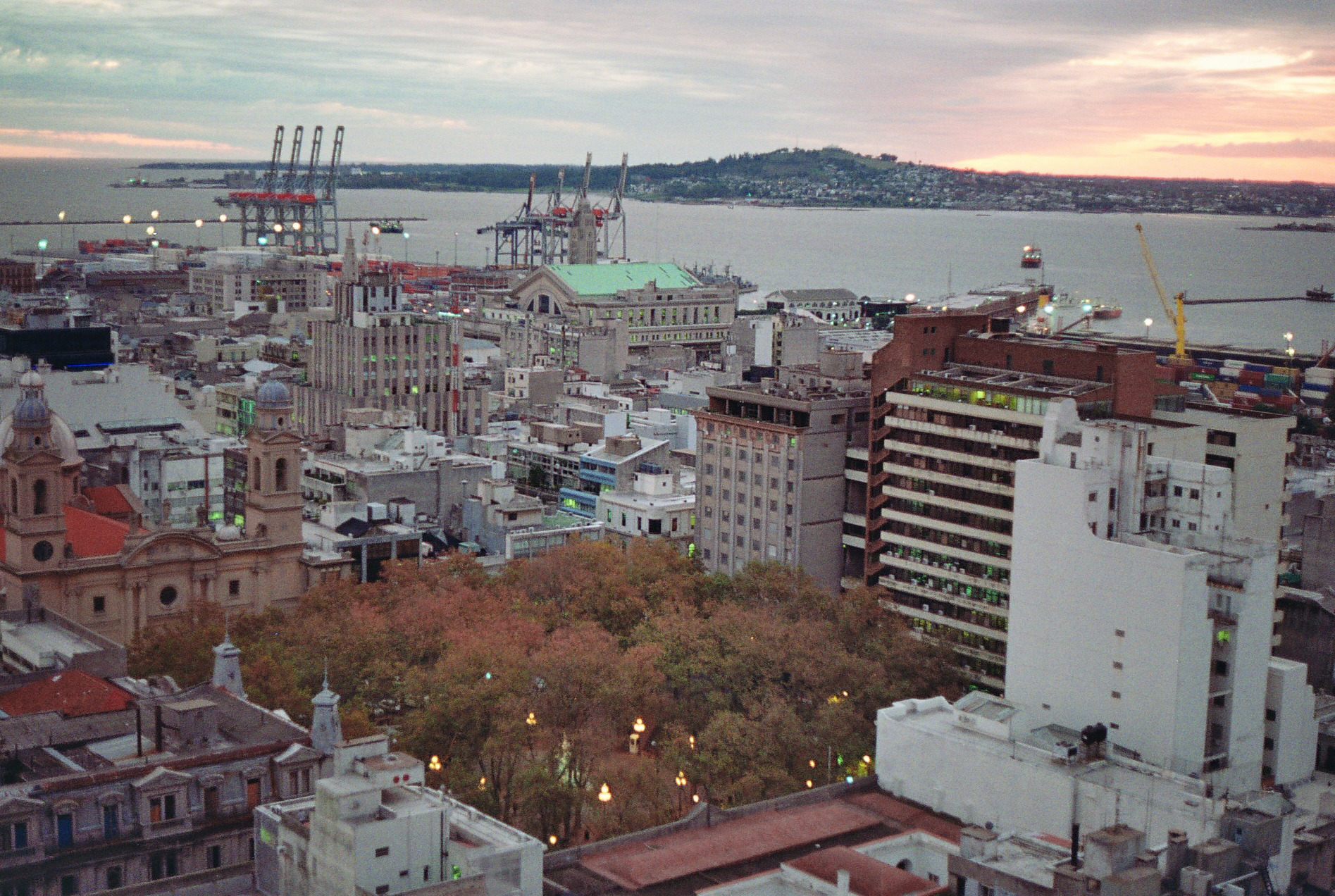
Blick von oben auf die Plaza Matriz